# Pyrgula curta
Pyrgula curta is een slakkensoort uit de familie van de Hydrobiidae. De wetenschappelijke naam van de soort is voor het eerst geldig gepubliceerd in 1914 door Naliwkin.